# Marc de referència adequat (espai-temps pla)
Un marc de referència adequat en la teoria de la relativitat és una forma particular de marc de referència accelerat, és a dir, un marc de referència en el qual un observador accelerat es pot considerar en repòs. Pot descriure fenòmens en l'espai-temps corbat, així com en l'espai-temps "plan" de Minkowski en què es pot ignorar la curvatura de l'espai-temps causada pel tensor energia-impuls. Com que aquest article només considera l'espai-temps pla —i utilitza la definició que la relativitat especial és la teoria de l'espai-temps pla mentre que la relativitat general és una teoria de la gravitació en termes d'espai-temps corbat—, per tant, s'ocupa dels marcs accelerats de la relativitat especial. (Per a la representació de les acceleracions en marcs inercials, vegeu l'article Acceleració (relativitat especial), on es defineixen i es relacionen conceptes com ara tres acceleracions, quatre acceleracions, acceleració adequada, moviment hiperbòlic, etc.)
Una propietat fonamental d'aquest marc és l'ús del temps propi de l'observador accelerat com el temps del propi fotograma. Això està relacionat amb la hipòtesi del rellotge (que es confirma experimentalment), segons la qual el temps propi d'un rellotge accelerat no es veu afectat per l'acceleració, per tant, la dilatació del temps mesurada del rellotge només depèn de la seva velocitat relativa momentània. Els marcs de referència adequats relacionats es construeixen utilitzant conceptes com tètrades ortonormals commòbils, que es poden formular en termes de fórmules de Frenet-Serret d'espai-temps, o alternativament utilitzant el transport Fermi-Walker com a estàndard de no rotació. Si les coordenades estan relacionades amb el transport de Fermi-Walker, de vegades s'utilitza el terme coordenades de Fermi, o les coordenades adequades en el cas general quan també hi ha rotacions. Una classe especial d'observadors accelerats segueix línies del món les tres curvatures de les quals són constants. Aquests moviments pertanyen a la classe dels moviments rígids de Born, és a dir, els moviments als quals la distància mútua dels components d'un cos accelerat o congruència roman inalterada en el seu marc propi. Dos exemples són les coordenades de Rindler o les coordenades de Kottler-Møller per al marc de referència adequat del moviment hiperbòlic, i les coordenades de Born o Langevin en el cas del moviment circular uniforme.
A continuació, els índexs grecs superen 0,1,2,3, els índexs llatins per sobre de 1,2,3 i els índexs entre parèntesis estan relacionats amb camps vectorials de tètrades. La signatura del tensor mètric és (-1,1,1,1).

## Història
Algunes propietats de les coordenades de Kottler-Møller o Rindler van ser anticipades per Albert Einstein (1907) quan va discutir el marc de referència uniformement accelerat. Mentre va introduir el concepte de rigidesa de Born, Max Born (1909) va reconèixer que les fórmules per a la línia del món del moviment hiperbòlic es poden reinterpretar com a transformacions en un "sistema de referència hiperbòlicament accelerat". El mateix Born, així com Arnold Sommerfeld (1910) i Max von Laue (1911) van utilitzar aquest marc per calcular les propietats de les partícules carregades i els seus camps (vegeu Acceleració (relativitat especial) #Història i Rindler coordenades #Història ). A més, Gustav Herglotz (1909) va donar una classificació de tots els moviments rígids de Born, incloent la rotació uniforme i les línies del món de curvatures constants. Friedrich Kottler (1912, 1914) va introduir la "transformació de Lorentz generalitzada" per a marcs de referència adequats o coordenades adequades (alemany: Eigensystem, Eigenkoordinaten) mitjançant l'ús de tètrades Frenet-Serret commòbils, i va aplicar aquest formalisme a les línies mundials de curvatures constants d'Herglotz, particularment al moviment hiperbòlic i al moviment circular uniforme. Les fórmules d'Herglotz també van ser simplificades i ampliades per Georges Lemaître (1924). Les línies del món de les curvatures constants van ser redescobertes per diversos autors, per exemple, per Vladimír Petrův (1964), com a "hèlixs semblants al temps" per John Lighton Synge (1967) o com a "línies del món estacionàries" per Letaw (1981). El concepte de marc de referència adequat es va reintroduir i desenvolupar més tard en relació amb el transport de Fermi-Walker als llibres de text de Christian Møller (1952) o Synge (1960). Romain (1963), va donar una visió general de les transformacions i alternatives de temps adequades, que va citar les contribucions de Kottler. En particular, Misner & Thorne & Wheeler (1973) van combinar el transport Fermi–Walker amb la rotació, la qual cosa va influir en molts autors posteriors. Bahram Mashhoon (1990, 2003) va analitzar la hipòtesi de localitat i moviment accelerat. Iyer i CV Vishveshwara (1993), Johns (2005) o Bini et al. (2008) i altres. Gourgoulhon (2013) va oferir una representació detallada de la "relativitat especial en marcs generals".